# Trypanosoma corvi
Trypanosoma corvi – kinetoplastyd z rodziny świdrowców należący do królestwa protista.
Pasożytuje w osoczu krwi ptaków: Corvus splendens,. Pierwotnie obecność tego pasożyta stwierdzono u osobników na terenie Indii w Azji.